# Paramevania inconspicua
Paramevania inconspicua là một loài bướm đêm thuộc phân họ Arctiinae, họ Erebidae.